# Ragnvald Blix
Ragnvald Blix (Kristiania, 12 september 1882 - Kopenhagen, 2 mei 1958) was een Noorse illustrator, tijdschriftredacteur en karikaturist. Hij werd voornamelijk bekend met zijn karikaturen en anti-nazistische politieke tekeningen. 
Van 1908 tot en met 1919 was Blix verbonden aan het satirische Duitse tijdschrift Simplicissimus, waar hij zijn tekenstijl verder ontwikkelde. Daarna keerde hij terug naar Noorwegen, waar hij in 1919 het Noorse satirische weekblad Exlex oprichtte. Bij het blad werkte hij samen met onder anderen Sigurd Hoel, Johannes Vilhelm Jensen, Verner von Heidenstam, Knut Hamsun en Tom Kristensen.
Het interbellum en de oorlogsjaren worden gezien als het hoogtepunt van de carrière van Blix. In deze periode maakte hij furore met zijn politiek getinte tekeningen en kritische uitlatingen over het nazisme. Tijdens de Tweede Wereldoorlog verbleef hij in Zweden en publiceerde hij onder het pseudoniem Stig Höök. Zijn werken, die via de illegale pers verspreid werden in Noorwegen, waren een inspirerende kracht voor het Noorse verzet.

## Levensloop

### Jeugd en opleiding
Blix werd geboren op 12 september 1882 in Kristiana, het huidige Oslo. Hij was de zoon van Elias Blix (1835–1902) en Emma Alvilde Marie Hansen (1849–1927) en groeide op in een intellectuele familie. Zijn vader was professor Hebreeuws en was daarnaast actief als politicus.
Al van op jonge leeftijd had Blix een interesse in tekenen en kunst. Op school maakte hij karikaturen van medeleerlingen en docenten. In 1901 startte hij met een opleiding op de schilderkunstacademie van Harriet Backer, waar hij uiteindelijk maar enkele weken bleef. Gekscherend stelde hij dat de korte opleiding niet voldoende was geweest om van hem een goede portretschilder te maken, waarna hij koos voor een autonome ontwikkeling en zichzelf tot autodidact kunstschilder vormde. In 1901 startte hij bij het tijdschrift Tyrihans als redacteur. Toen hij negentien jaar oud was lukte het hem zichzelf te onderhouden als tekenaar.

### Vertrek naar Parijs
Rond de eeuwwisseling werkte Blix onder meer voor de tijdschriften Tyrihans, Fluesoppen en Trangviksposten. In 1902 overleed zijn vader en het jaar daarna reisde hij met het geld dat hij geërfd had naar Nederland, België, Duitsland, Oostenrijk, Italië en Zwitserland. In 1903 vestigde hij zich in Parijs waar hij zijn tekentalent verder ontwikkelde. In Parijs kwam hij in contact met Edvard Munch, Frits Thaulow, Ludvig Karsten, Christian Krohg, Gunnar Heiberg. Via de Noorse auteur Dagny Langen leerde hij auteur Bjørnstjerne Bjørnson kennen, van wie hij een portret tekende. Volgens Blix was Bjørnson weinig enthousiast over het eindresultaat. Vanaf 1904 werkte Blix als karikaturist voor het Parijse Le Journal, een aanstelling die hij kreeg via Thaulow, en werd al snel een van de bestbetaalde tekenaars bij het blad. Datzelfde jaar publiceerde Blix zijn eerste boek met tekeningen getiteld Nordiske forfattere.
In de herfst van 1905 bracht Blix kort een bezoek aan zijn thuisland Noorwegen. In juni van dat jaar was het land onafhankelijk geworden van Zweden. Naar aanleiding van de feestelijke gebeurtenissen bracht Blix samen met Einar Skavlan een satirisch werk uit getiteld Broderfolkenes farvel ('Afscheid van de broers').
Datzelfde jaar werden enkele karikaturen van Blix tentoongesteld tijdens de Salon des Indépendants. Het waren karikaturen van werken uit het Louvre, van onder meer de Mona Lisa van Da Vinci, een schilderij van Saskia Uylenburgh van Rembrandt, Olympia van Manet en het werk Mme Récamier van Jacques-Louis David. Naar eigen zeggen moest een goede karikaturist 'ijskoud' zijn en 'geen respect hebben voor alles in de hemel of op aarde'. De werken spraken het publiek erg aan en de illustraties werden gepubliceerd in diverse Europese kranten en tijdschriften. In 1908 werden ze verwerkt in een boek dat in meerdere talen werd uitgebracht. Onder meer de Amerikaanse auteur Mark Twain zag de karikaturen, waarna hij Blix persoonlijk een brief schreef waarin hij zijn enthousiasme uitte.

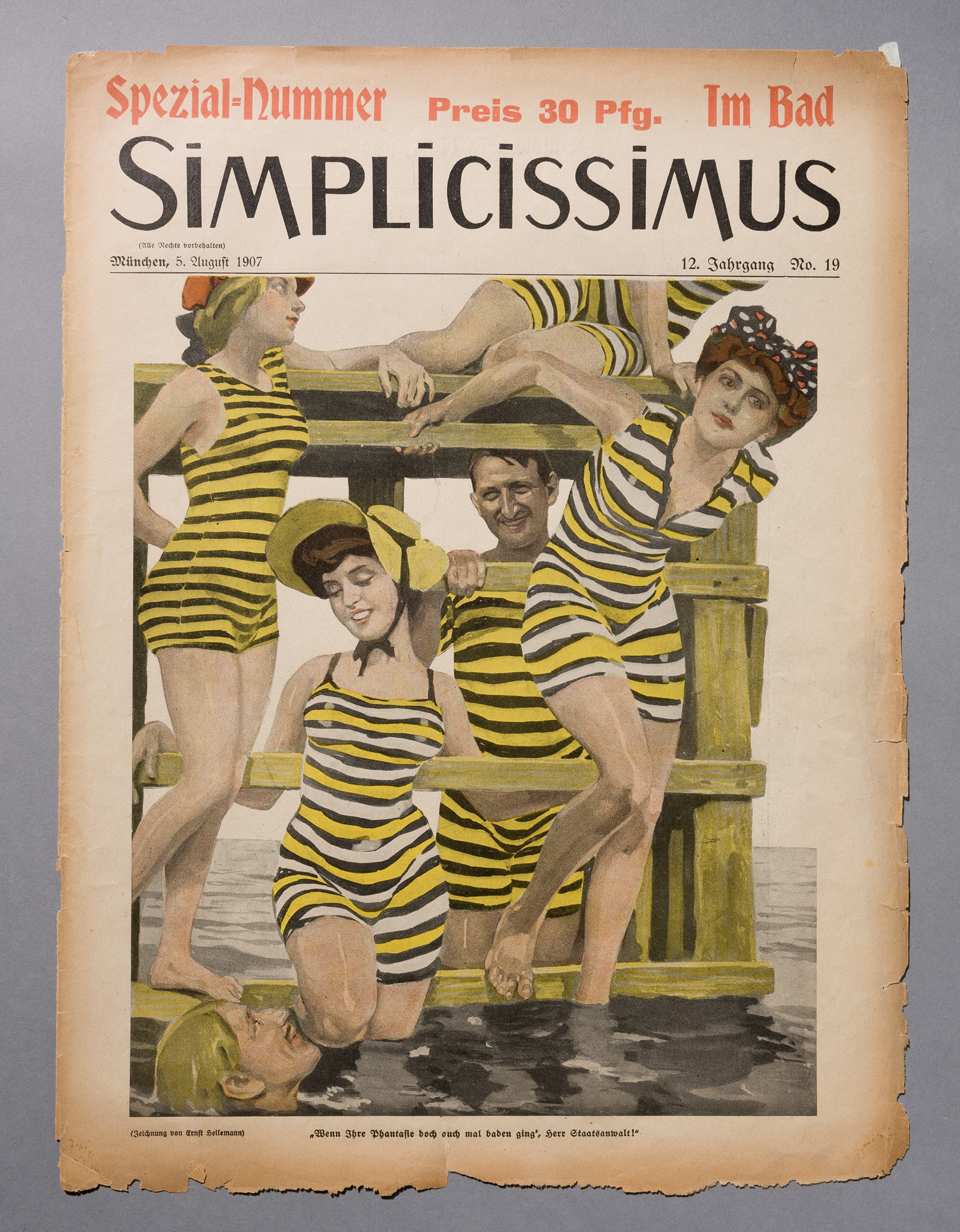
Voorpagina Simplicissimus (1907)

### Aanstelling bijSimplicissimus
De aandacht die Blix kreeg in Parijs bleef niet onopgemerkt en hij werd in 1907 gevraagd door Duitse satirische tijdschrift Simplicissimus in München. Het tijdschrift was zeer populair doorheen Europa had radicale literaire en politieke opvattingen, zoals antiautoritairisme en antimilitarisme, waarin Blix zich op zijn plek voelde. Via het tijdschrift kwam hij in contact met onder anderen de schrijvers Thomas en Heinrich Mann, Hermann Hesse, Frank Wedekind en karikaturist Thomas Theodor Heine. Opnieuw kregen de karikaturen aandacht van Twain die de redactie van het blad een brief stuurde met de tekst 'For Gods sake, continue with these drawings from the Louvre. I have never cared for the Mona Lisa before, but this one has become my favorite.'
Door de kritische uitingen in het blad stond het onder nauwlettend toezicht van de overheid. Meerdere werknemers werden veroordeeld tot gevangenisstraffen wegens majesteitsschennis. Aangezien Blix niet de Duitse nationaliteit had, dreigde een mogelijke uitzetting. Blix ervaarde het werk voor Simplicissimus als 'complex' aangezien er wekelijks gestreden werd om publicatieruimte. Naar eigen zeggen was je als vriend van de één, automatisch de vijand van de ander.

### OprichtingExlex
Kort na de Eerste Wereldoorlog keerde Blix voor een korte periode terug naar Noorwegen, om zich vervolgens in Kopenhagen te vestigen. De oorlogsjaren waren hem zwaar gevallen en hij was erg ongelukkig. In 1919 startte hij, met behulp van enkele investeerders, het tijdschrift Exlex dat de Noorse, en politiek onafhankelijke, tegenhanger moest worden van het Duitse Simplicissimus. Op 11 februari van dat jaar werd het eerste nummer uitgebracht. Onder anderen Martin Andersen Nexø, Georg Brandes, Sigurd Hoel, Johannes Vilhelm Jensen, Verner von Heidenstam, Gunnar Heiberg, Knut Hamsun en Tom Kristensen waren aan het tijdschrift verbonden. In deze periode ontwikkelde de stijl van Blix zich, mede onder invloed van zijn voormalige aanstelling bij Simplicissimus. Hij begon vaker gebruik te maken van strakke, duidelijke lijnen en een verfijnde compositie die met name zichtbaar waren in zijn grote, paginavullende kleurenillustraties. De thematiek in zijn werk richtte zich minder op lokale onderwerpen, maar verschoof naar de wereldgeschiedenis en internationale politiek. Het bestaan was echter slechts van korte duur. Nadat de redactie naar Kopenhagen verhuisde, stopte de groei van het aantal abonnees. In 1921 werd het tijdschrift opgeheven.

### Politieke focus

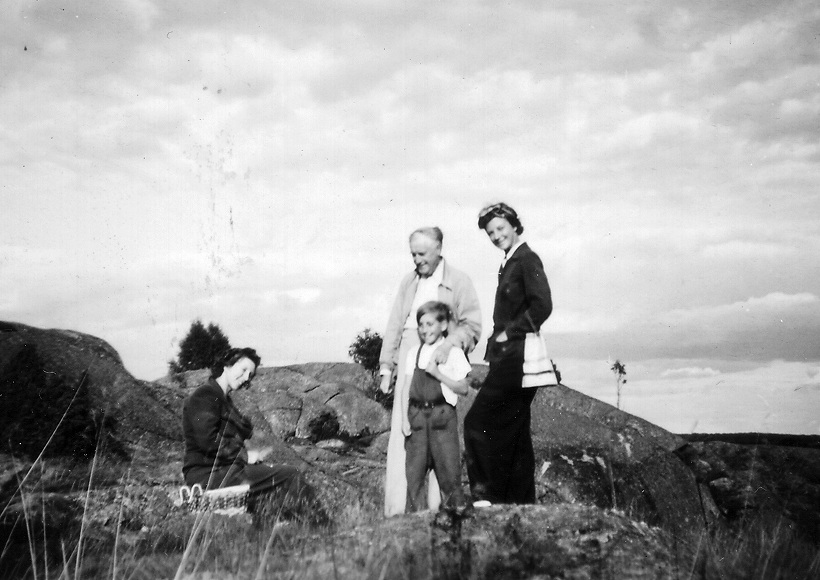
Blix samen met journaliste en auteur Lili de Faramond, haar zoon Guy de Faramond, en Blix' echtgenote Ida Blix in het Zweedse vissersdorp Gyön (late jaren dertig).

Na de opheffing van Exlex werkte Blix voor drie Scandinavische kranten: Svenska Dagbladet uit Zweden, Berlingske Tidende uit Denemarken en Tidens Tegn uit Noorwegen. In deze bladen werden wekelijks vierkoloms tekeningen met tekst gepubliceerd. Blix prefereerde echter meer liberale kranten en maakte al snel de overstap van Tidens Tegn naar Dagbladet en van Svenska Dagbladet naar Göteborgs Handels- och Sjöfartstidning.
In het interbellum publiceerde Blix met name tekeningen die kritisch waren op het toenemende fascisme en nationaalsocialisme waarin Mussolini en Hitler regelmatig werden afgebeeld. De tekeningen leidden met grote regelmaat tot protesten door Duitse en Italiaanse diplomaten. De tekeningen werden ook in nazi-Duitsland opgemerkt, waarna Hermann Göring in mei 1933 namens de Hitler een telegram verstuurde waarin gedreigd werd met vergeldingsmaatregelen. Als reactie op de commotie parodieerde Blix de uitspraak Das Volk der Denker und Dichter (het volk van denkers en dichters) door deze te veranderen in Das Volk der Henker und Richter (het volk van beulen en rechters).

### Tweede Wereldoorlog
In Denemarken en Noorwegen was het voor Blix tijdens de Tweede Wereldoorlog niet meer mogelijk zijn nazikritische tekeningen in de dagbladen te laten publiceren. Hij vluchtte samen met zijn vrouw van Kopenhagen naar de Zweedse stad Göteborg waar hij publicatieruimte kreeg in de krant Handelstidningen. De krant werd geleid door hoofdredacteur Torgny Segerstedt die erg kritisch was op het nazisme. In deze periode gebruikte Blix het pseudoniem Stig Höök, een naam die hij had gelezen in een rouwadvertentie, maar zijn zeer herkenbare teken- en schrijfstijl verraadden dat de werken van zijn hand waren. Via de illegale pers werden zijn tekeningen tevens in zijn thuisland Noorwegen verspreid waar ze een inspirerende kracht waren voor het Noorse verzet.

### Naoorlogse jaren
In de jaren na de Tweede Wereldoorlog verhuisde Blix naar Denemarken. Zijn werken bleven politiek kritisch en hij richtte zich met name op de thema's machtsmisbruik, vrede en de angst voor de atoombom. Blix bleef tot en met 1957 werkzaam als tekenaar, waarna hij een kunstenaarspensioen ontving van de Noorse overheid. Blix overleed in Kopenhagen op 2 mei 1958. 

## Privé
Blix is in zijn leven tweemaal getrouwd geweest. In 1905 trouwde hij met Anna Henrika Morell. In 1925 gingen zij uit elkaar. Twee jaar later hertrouwde hij met Ida Christine Witzke.
Na de dood van zijn tweede echtgenote werd in 1990 het Ragnvald og Ida Blix’ Fond opgericht dat jonge visuele kunstenaars uit Noorwegen en Denemarken ondersteunt.
- Bibsys: 90141713
- Bibliothèque nationale de France: cb149699036 (data)
- Gemeinsame Normdatei: 119324318
- International Standard Name Identifier: 0000 0000 8375 2320
- KulturNav: bdf99530-7c92-429e-8e7f-7377509932d8
- Library of Congress Control Number: n81017024
- RKD-Nederlands Instituut voor Kunstgeschiedenis: 223286
- LIBRIS: 317134
- SNAC: w66j3707
- Union List of Artist Names: 500058443
- Virtual International Authority File: 40185802
- WorldCat: E39PBJgX7yvYWKFR8dwB9dt9Xd